# Lorne Chabot
Lorne Chabot est un joueur canadien de hockey sur glace. Il est né le 5 octobre 1900 et mort le 10 octobre 1946 à Montréal ville du Québec au Canada,.

## Biographie
Il naît le 5 octobre 1900 dans la communauté anglophone de Montréal. Joueur de hockey sur glace évoluant au poste de gardien de but, il est l'un des premiers gardien de but des Rangers de New York de la Ligue nationale de hockey. Il joue dans la LNH de la saison 1926-1927 à la saison 1936-1937. Il joue aussi avec d'autres équipes de la LNH comme les Black Hawks de Chicago, les Maple Leafs de Toronto, les Americans de New York, les Canadiens de Montréal et les Maroons de Montréal.
Lors de la finale de la coupe Stanley 1928, le joueur des Maroons de Montréal Nels Stewart lui tire la rondelle dans l'œil en essayant de marquer un but et blesse Chabot. Ce dernier doit sortir de la patinoire du Forum de Montréal et se fait remplacer par son entraineur Lester Patrick. L'équipe des Rangers remporte alors sa première coupe Stanley. Lors de son passage avec les Rangers, il joue une partie de la saison 1926-1927 sous le nom de Chabotsky, Patrick espérant attirer les supporters juifs de la ville aux matchs de hockey.
Il remporte le trophée Vézina du meilleur gardien de la ligue lors de la saison 1934-1935 alors qu'il joue pour les Black Hawks. Il remporte sa seconde Coupe Stanley avec les Maples Leafs lors de la saison 1931-1932, encore une fois la première Coupe de l'histoire de son équipe. Il doit quitter la LNH en raison de problèmes d'arthrite.
Il meurt le 10 octobre 1946 à Montréal, cinq jours après son 46e anniversaire. Il a été inhumé au Cimetière Notre-Dame-des-Neiges, à Montréal,..

## Statistiques
| Saison     | Équipe                 | Ligue       |     | Saison régulière | Saison régulière | Saison régulière | Saison régulière | Saison régulière | Saison régulière | Saison régulière | Saison régulière | Saison régulière | Saison régulière |    | Séries éliminatoires | Séries éliminatoires | Séries éliminatoires | Séries éliminatoires | Séries éliminatoires | Séries éliminatoires | Séries éliminatoires | Séries éliminatoires | Séries éliminatoires |
| Saison     | Équipe                 | Ligue       | PJ  | V                | D                | Pr/N             | Min              | BC               | Moy              | % Arr            | Bl               | Pun              | PJ               | V  | D                    | Min                  | BC                   | Moy                  | % Arr                | Bl                   | Pun                  |                      |                      |
| 1920-1921  | Elks de Brandon        | MHL         | 1   | 1                | 0                | 0                | 60               | 3                | 3                |                  | 0                |                  | -                | -  | -                    | -                    | -                    | -                    | -                    | -                    | -                    |                      |                      |
| 1922-1923  | Ports de Port Arthur   | MHL         | 16  | 11               | 5                | 0                | 960              | 57               | 3,56             |                  | 0                |                  | 2                | 1  | 1                    | 120                  | 3                    | 1,5                  |                      | 1                    |                      |                      |                      |
| 1923-1924  | Ports de Port Arthur   | MHL         | 15  | 11               | 4                | 0                | 900              | 37               | 2,46             |                  | 1                |                  | 2                | 0  | 1                    | 120                  | 6                    | 3                    |                      | 0                    |                      |                      |                      |
| 1924-1925  | Ports de Port Arthur   | MHL         | 20  | 12               | 8                | 0                | 1 200            | 51               | 2,55             |                  | 3                |                  | 2                | 2  | 0                    | 120                  | 4                    | 2                    |                      | 0                    |                      |                      |                      |
| 1924-1925  | Ports de Port Arthur   | Coupe Allan | 8   | 6                | 1                | 1                | 480              | 16               | 2                |                  | 1                |                  | 8                | 6  | 1                    | 480                  | 16                   | 2                    |                      | 1                    |                      |                      |                      |
| 1925-1926  | Ports de Port Arthur   | TBSHL       | 20  | 14               | 6                | 0                | 1 200            | 42               | 2,1              |                  | 2                |                  | 3                | 2  | 0                    | 180                  | 4                    | 1,33                 |                      | 1                    |                      |                      |                      |
| 1925-1926  | Ports de Port Arthur   | Coupe Allan | 6   | 5                | 1                | 0                | 360              | 13               | 2,17             |                  | 1                |                  | 6                | 5  | 1                    | 360                  | 13                   | 2,17                 |                      | 1                    |                      |                      |                      |
| 1926-1927  | Rangers de New York    | LNH         | 36  | 22               | 9                | 5                | 2 307            | 56               | 1,46             |                  | 10               | 0                | 2                | 0  | 1                    | 120                  | 3                    | 1,5                  |                      | 1                    | 0                    |                      |                      |
| 1926-1927  | Indians de Springfield | Can-Am      | 1   | 1                | 0                | 0                | 60               | 2                | 2                |                  | 0                | 0                | -                | -  | -                    | -                    | -                    | -                    | -                    | -                    | -                    |                      |                      |
| 1927-1928  | Rangers de New York    | LNH         | 44  | 19               | 16               | 9                | 2 730            | 79               | 1,74             |                  | 11               |                  | 9                | 5  | 3                    | 547                  | 12                   | 1,32                 |                      | 2                    | 0                    |                      |                      |
| 1928-1929  | Maple Leafs de Toronto | LNH         | 43  | 20               | 18               | 5                | 2 458            | 66               | 1,61             |                  | 11               | 2                | 4                | 2  | 2                    | 242                  | 5                    | 1,24                 |                      | 0                    | 0                    |                      |                      |
| 1929-1930  | Maple Leafs de Toronto | LNH         | 42  | 16               | 20               | 6                | 2 620            | 113              | 2,59             |                  | 6                | 0                | -                | -  | -                    | -                    | -                    | -                    | -                    | -                    | -                    |                      |                      |
| 1930-1931  | Maple Leafs de Toronto | LNH         | 37  | 21               | 8                | 8                | 2 300            | 80               | 2,09             |                  | 6                | 0                | 2                | 0  | 1                    | 139                  | 4                    | 1,72                 |                      | 0                    | 0                    |                      |                      |
| 1931-1932  | Maple Leafs de Toronto | LNH         | 44  | 22               | 16               | 6                | 2 698            | 106              | 2,36             |                  | 4                | 2                | 7                | 5  | 1                    | 438                  | 15                   | 2,05                 |                      | 0                    | 0                    |                      |                      |
| 1932-1933  | Maple Leafs de Toronto | LNH         | 48  | 24               | 18               | 6                | 2 946            | 111              | 2,26             |                  | 5                | 2                | 9                | 4  | 5                    | 686                  | 18                   | 1,57                 |                      | 2                    | 0                    |                      |                      |
| 1933-1934  | Canadiens de Montréal  | LNH         | 47  | 21               | 20               | 6                | 2 928            | 101              | 2,07             |                  | 8                | 2                | 2                | 0  | 1                    | 131                  | 4                    | 1,83                 |                      | 0                    | 0                    |                      |                      |
| 1934-1935  | Black Hawks de Chicago | LNH         | 48  | 26               | 17               | 5                | 2 940            | 88               | 1,8              |                  | 8                | 0                | 2                | 0  | 1                    | 125                  | 1                    | 0,48                 |                      | 1                    | 0                    |                      |                      |
| 1935-1936  | Maroons de Montréal    | LNH         | 16  | 8                | 3                | 5                | 1 010            | 35               | 2,08             |                  | 2                | 0                | 3                | 0  | 3                    | 297                  | 6                    | 1,21                 |                      | 0                    | 0                    |                      |                      |
| 1936-1937  | Americans de New York  | LNH         | 6   | 2                | 3                | 1                | 370              | 25               | 4,05             |                  | 1                | 0                | -                | -  | -                    | -                    | -                    | -                    | -                    | -                    | -                    |                      |                      |
| Totaux LNH | Totaux LNH             | Totaux LNH  | 411 | 201              | 148              | 62               | 25 307           | 860              | 2,04             |                  | 72               | 8                | 40               | 16 | 18                   | 2 725                | 68                   | 1,5                  |                      | 6                    | 0                    |                      |                      |

## Transactions
- Le 2 septembre 1926, signe avec les Rangers de New York comme joueur autonome ;
- Le 18 octobre 1928, échangé aux Maple Leafs de Toronto par les Rangers de New York avec une somme d'argent en retour de John Roach ;
- Le 1er octobre 1933, échangé aux Canadiens de Montréal par les Maple Leafs de Toronto en retour de George Hainsworth ;
- Le 1er octobre 1934, échangé aux Black Hawks de Chicago par les Canadiens de Montréal avec Howie Morenz, Marty Burke en retour de Lionel Conacher, Leroy Goldsworthy et Roger Jenkins ;
- Le 8 février 1936, droits vendus aux Canadiens de Montréal par les Black Hawks de Chicago ;
- Le 13 février 1936, échangé aux Maroons de Montréal par les Canadiens de Montréal en retour de Bill Miller, Toe Blake et les droits sur Ken Gravel ;
- Le 7 janvier 1937, signe avec les Americans de New York comme joueur autonome.

## Trophées et distinctions
- Coupe Allan en 1924-1925 et 1925-1926 ;
- Coupe Stanley en 1927-1928 et 1931-1932 ;
- Première équipe d'étoiles en 1934-1935 ;
- Trophée Vézina en 1934-1935.